# Teoria diàdica del signe
La teoria diàdica del signe és una teoria dintre de la semiòtica, ciència que tracta dels sistemes de comunicació dintre de les societats humanes, desenvolupada per Ferdinand de Saussure, en la qual el signe lingüístic és bivalent, és a dir, té dues valències: significat i significant.
Saussure (1857-1913), provinent d'Europa, defineix la semiòtica, en el Curs de lingüística general, com la "ciència general de tots els sistemes de signes (o de símbols) gràcies als quals els humans es comuniquen entre ells", "una ciència que estudia la vida dels signes dins la vida social"; "la semiologia ens ensenyarà en què consisteixen els signes i quines són les lleis que els governen...", la qual cosa fa de la semiologia una ciència social i pressuposa que els signes es constitueixen en sistemes (sobre el model de la llengua).

## La semiologia deFerdinand de Saussure(1857-1913)
La semiologia de Saussure es distingeix d'altres semiologies, com per exemple la de Peirce, entre altres coses perquè se centra en l'estrictament lingüístic. És a dir, a diferència de Peirce, que desenvolupa la seva semiòtica a partir de la filosofia, Saussure empra els seus estudis de lingüística comparada. Per a ell, la lingüística és una branca, de gran importància, de la teoria comparada dels signes.

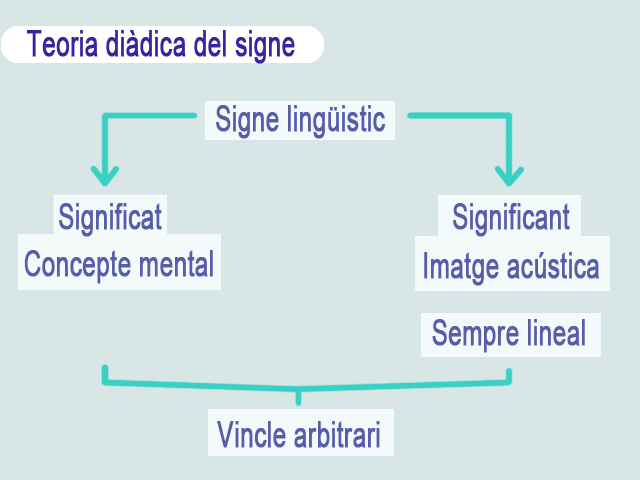
Teoria diàdica de Saussure

## Naturalesa del signe lingüístic

### Signe, significat, significant
Saussure va veure que la lingüística del segle xix no es qüestionava la base i el funcionament del llenguatge d'una manera profunda, i va decidir investigar-ho pel seu compte. Abans de res, es va ocupar del la concepció del signe lingüístic i va tornar a considerar la relació semiològica reduint-la a una relació diàdica.
Segons Saussure, el signe lingüístic té dos components. Ambdós són psíquics i estan units en el nostre cervell per un enllaç associatiu. En aquesta teoria, proposa trencar la unió entre el plànol lingüístic i el plànol del món extern a la ment. El signe lingüístic no uneix una cosa i un nom, sinó un concepte i una imatge acústica (no referit al so material sinó a l'empremta psíquica d'aquest so). Per tant, el signe està conformat per un significant i un significat. Per a Saussure, el significant és el component material de les paraules, una imatge acústica, i el significat és el component mental, el qual es refereix a la idea o concepte que representa.
Signe lingüístic = significant (imatge acústica) + significat (concepte mental amb el qual es correspon aquesta imatge acústica).
Aquests dos components són de naturalesa psicològica, però amb diferent abstracció. Per tant, competeix a la psicologia la investigació dels objectes mentals, i a la semiologia l'especificació de la naturalesa de les seves relacions, que Saussure troba lligades a dos principis: arbitrarietat de connexió, i linealitat del significant.

### Primer principi: l'arbitrarietat del signe
El signe lingüístic és arbitrari perquè el vincle entre significant i significat també ho és. Aquest principi impera en tota la lingüística de la llengua. En altres paraules, el signe respecte del significat és arbitrari, amb el qual no tenen cap vinculació en la realitat.

### Segon principi: caràcter lineal
El principi d'arbitrarietat opera de manera conjunta amb el segon principi de Saussure, que afirma que el significant sempre és lineal. És a dir, els sons dels quals es componen els significants depenen d'una successió temporal. Saussure afirma que el funcionament del llenguatge depèn de la linealitat. La conseqüència d'això és que la linealitat impedeix veure o escoltar diversos significants simultàniament. Mentre que la linealitat del significant és una cadena, l'arbitrarietat que hi ha entre ambdues parts del signe és un vincle únic.

## Immutabilitat i mutabilitat del signe

### Immutabilitat
El significant, en relació amb la comunitat lingüística que l'empra, no és lliure, sinó imposat. Saussure va observar una paradoxa després d'analitzar el signe en relació amb els seus usuaris: la llengua és lliure d'establir un vincle entre qualsevol so o seqüència de sons, amb qualsevol idea, i una vegada establerta aquesta unió, ni el parlant individual ni tota la comunitat lingüística és lliure per a desfer-lo. Tampoc no és possible substituir un signe per un altre. Aquesta immutabilitat és deguda a:
1. El caràcter arbitrari del signe.
2. Necessitat d'innombrables signes per a constituir una llengua.
3. Complex mecanisme del sistema lingüístic.
4. La resistència de la inèrcia col·lectiva a tota innovació lingüística.

### Mutabilitat
Amb el pas del temps, la llengua i els seus signes canvien. Es modifiquen lentament els vincles entre significants i significats. Els significats antics s'especifiquen, se n'agreguen de nous o es classifiquen de manera diferent.
Per exemple, la paraula "mòbil" adquireix un significat distint en relació amb els telèfons, en aquest cas, dos vincles entre significat i significant coexisteixen simultàniament.
Es pot parlar del desplaçament de les relacions: el temps altera totes les coses; no hi ha raó perquè la llengua escapi a aquesta llei universal.
Cal una massa parlant perquè existisca una llengua, inseparables l'una de l'altra. L'acció del temps es combina amb la de la força social. La llengua no és lliure, perquè el temps permetrà que les forces que actuen sobre aquesta desenvolupin els seus efectes, i s'arriba al principi de continuïtat, que anul·la la llibertat. Però la continuïtat implica necessàriament l'alteració, el desplaçament més o menys considerable de les relacions.